# Проффессионнал
«Проффессионнал» (sic) — концептуальный седьмой сольный альбом рок-музыканта и оперного исполнителя Александра Ливера (творческий псевдоним Дмитрия Тихонова), одного из основателей группы НОМ. Выпущен в 2003 году концерном «Группа „Союз“».

## Об альбоме
По определению российского музыкального критика Алексея Мажаева, содержание альбома «проникнуто духом „номовского“ маргинального бунтарства». В списке композиций пластинки оригинальные песни со специфическим юмором, исполненные в альтернативно-шансонном ключе, соседствуют с ариями из произведений Сергея Прокофьева («Песнь о земле русской»), Дмитрия Шостаковича («Ария Бориса» из оперы «Леди Макбет Мценского уезда») и Шарля Франсуа Гуно («Le veau d’or» из оперы «Фауст»), мелодекламациями («Школьная история #1» и «Школьная история #2»), а также перепетым на русском языке гимном рабочего класса КНДР «Не завидуем никому».

## Приём
| Оценки критиков        | Оценки критиков |
| Источник               | Оценка          |
| ---------------------- | --------------- |
| «Звуки.ру»             | б/о             |
| «Коммерсантъ-Weekend»  | б/о             |
| «Комсомольская правда» | б/о             |
| Play                   | [ 2 ]           |

Рецензировавшие альбом обозреватели сошлись на мнении, что вследствие своего своеобразия «Проффессионнал» не рассчитан на широкую аудиторию и прежде всего адресован публике, способной проникнуться спецификой «номовского» юмора.
Дмитрий Бебенин в опубликованной на сайте «Звуки.ру» рецензии уподобил содержание альбома «непрерывному потоку чистейшего 96-градусного абсурда», а его прослушивание — прогулке «по выставке карикатур, выполненных из драгоценных камней». По мысли Бебенина, для достижения такого эффекта Ливеру достаточно поместить одно серьёзное произведение в собственном исполнении между двух несерьёзных.
Для обозревателя издательского дома «Коммерсантъ» Юрия Яроцкого «Проффессионнал» — «самая смешная российская запись последних месяцев». Газета «Комсомольская правда» пошла ещё дальше, назвав альбом Ливера самой остроумной пластинкой 2003 года.
Алексей Мажаев в написанной для журнала Play рецензии присвоил «Проффессионналу» оценку в 2 балла из 5 и определил его по части «музыкальных странностей и нелепостей». Обозреватель также высказал мнение, что приверженность Ливера «номовскому» концептуализму и стремление исполнителя продемонстрировать лёгкость в обращении с предельно разнообразными жанрами привели к созданию альбома, ознакомление с которым требует от слушателей немалых усилий.

## Список композиций
| №                   | Название                               | Текст песни                      | Музыка              | Длительность |
| ------------------- | -------------------------------------- | -------------------------------- | ------------------- | ------------ |
| 1.                  | «Железнодорожная баллада»              | Александр Ливер                  | А. Ливер            | 3:06         |
| 2.                  | «Страх проффессионнала»                | Андрей Кагадеев                  | А. Ливер            | 3:20         |
| 3.                  | «Песенка состарившихся рок-музыкантов» | А. Ливер                         | Алексей Рахов       | 2:45         |
| 4.                  | «Песнь о земле русской»                | А. Ливер                         | Сергей Прокофьев    | 5:08         |
| 5.                  | «Невнятный случай»                     | А. Кагадеев                      | А. Ливер            | 2:37         |
| 6.                  | «Школьная история #1»                  | А. Кагадеев                      | Вим Мертенс         | 4:08         |
| 7.                  | «Ария Бориса»                          | Александр Прейс                  | Дмитрий Шостакович  | 4:24         |
| 8.                  | «Школьная история #2»                  | А. Кагадеев                      | А. Ливер            | 6:10         |
| 9.                  | «Друзья»                               | А. Кагадеев                      | А. Ливер            | 4:08         |
| 10.                 | «Заключительный хор (Из к/ф „Пасека“)» | Темистокле Солера                | Джузеппе Верди      | 3:40         |
| 11.                 | «Не завидуем никому»                   | корейский коллектив              | Ким Хёк             | 5:33         |
| 12.                 | «Le veau d'or (Архивная запись)»       | Жюль Барбье, Мишель Карре (отец) | Шарль Франсуа Гуно  | 2:27         |
| Общая длительность: | Общая длительность:                    | Общая длительность:              | Общая длительность: | 47:31        |